# Circaeasteraceae
Las circaeasteráceas (Circaeasteraceae) son una familia de angiospermas del orden Ranunculales. Consta de dos géneros con dos especies, que se distribuyen por la India, Nepal, Bután y China.

## Descripción
- Hierbas, en Circaeaster,  anual, con un hipocótilo alargado y una roseta foliar terminal, cotiledones persistentes, lineares, en Kingdonia perenne, con un rizoma simpódico delgado, ramificado y escamoso.
- Hojas simples, pecioladas, subdecusadas, espatuladas a romboideas y dentadas en Circaeaster, una sola hoja basal 5-palmatífida y dentada en Kingdonia, con nerviación dicótoma abierta, los nervios terminando en los dientes, sin estípulas. Estomas anomocíticos.
- Tallos con nudos unilacunares, con un rastro foliar.
- Inflorescencias terminales, en Circaeaster en fascículos tirsoides, con una bráctea basal excepto el terminal, sin bracteolas, en Kingdonia la flor solitaria axilar en un largo escapo.
- Flores menudas, perfectas, regulares, de número de piezas variable dispuestas en espiral. Disco hipógino ausente. Tépalos en Circaeaster 2(-3), sepaloideos y  escuamiformes, el tercer miembro, cuando está presente, podría ser un estaminodio, en Kingdonia (4-)5-6(-7), petaloideos. Androceo de estambres libres, filantéreos, univerticilados, alternitépalos, en Circaeaster (1-)2(-3), rara vez un estaminodio sepaloideo, en Kingdonia (3-)5-6(-8), con un verticilo extrastaminal de 8-11(-13) estaminodios clavados, glandulares (nectarios), anteras basifijas, no versátiles, introrsas a latrorsas (extrorsas en Kingdonia), ditecas, con un microsporangio por teca (Circaeaster) o con 2 (Kingdonia), dehiscencia por hendiduras longitudinales laterales. Gineceo apocárpico, súpero, de (1-)2-7(-9) carpelos, estilo ausente en Circaeaster y corto, persistente y deflejo en fruto en Kingdonia, estigma oblicuo, papiloso, óvulo 1 por carpelo, ortótropo (hemianátropo en Kingdonia, péndulo, unitégmico, tenuinucelado, placentación apical a marginal subapical.
- Fruto compuesto de aquenios cubiertos de pelos uncinados o no.
- Semilla con endospermo abundante, testa ausente sustituida por una capa suberosa del endospermo, embrión pequeño, recto, con 2 cotiledones.
- Polen en mónadas, granos subprolatos, tricolpados, colpos largos, téctum irregularmente estriado.
- Número cromosómico: 2n = 18 (Kingdonia), 30 (Circaeaster).

## Ecología
Circaeaster vive en hábitats sombríos y húmedos de los bosques de coníferas montanos, entre 1200 y 5000 m s. n. m.. Kingdonia habita la zona subalpina de las montañas y sus flores presentan nectarios estaminodiales.

## Fitoquímica
Plantas no cianogenéticas.

## Posición sistemática
Las circaeasteráceas son un grupo de angiospermas que se incluyen en el clado Eudicotiledóneas. Particularmente a Circaeaster se le han encontrado afinidades con las clorantáceas, saururáceas, ranunculáceas y berberidáceas. Debido a la reducción de varios de sus caracteres morfológicos, su posición ha sido siempre contradictoria. La posición de Kingdonia es aún más controvertida, pero coincide con Circaeaster en rasgos esenciales como la nerviación foliar, los óvulos, la escultura del grano de polen, a pesar de lo cual muchos autores aún tratan este género en las ranunculáceas o como una familia Kingdoniaceae aparte. Los análisis de filogenia molecular han permitido ubicar la familia en el orden Ranunculales. El APW (Angiosperm Phylogeny Website) considera que forma parte del Orden Ranunculales, siendo el grupo hermano de la familia lardizabaláceas en un clado moderadamente avanzado del orden (cf. AP-website).

## Taxones incluidos
Introducción teórica en Taxonomía
La familia incluye dos géneros que se pueden distinguir mediante los siguientes caracteres:
- Hierba anual. Hojas numerosas, en roseta terminal. Flores en inflorescencia fasciculada. Tépalos 2(-3). Estaminodios 0(-1). Estambres (1-)2(-3). Anteras con tecas monosporangiadas. Carpelos (1-)2(-3). Estilos ausentes, estigma sentado. 2n = 30.

Circaeaster Maxim., 1882
India, Nepal, Bután, China.
- Hierba perenne. Hoja normalmente una, palmatífida, basal. Flores terminales, solitarias en un escapo. Tépalos (4-)5-6(-7). Estaminodios nectaríferos 8-11(-13), extrastaminales, claviformes. Estambres (3-)5-6(-8). Anteras con tecas biesporangiadas. Carpelos 3-7(-9). Estilos presentes, subulados. 2n = 18.

Kingdonia Balf.f. & W.W. Sm., 1914
China occidental.